# Idea Prokom Open 2002
Die Idea Prokom Open 2002 waren der Name eines Tennisturniers der WTA Tour 2002 für Damen sowie eines Tennisturniers der ATP Tour 2002 für Herren, welche zeitgleich vom 22. bis 28. Juli 2002 in Sopot stattfanden.